# Claudio Torre
Claudio Torre (ur. 25 lipca 1985 w Heppenheim) – włoski kierowca wyścigowy.

## Kariera
Torre rozpoczął karierę w wyścigach samochodowych w roku 2001, od startów w Formule BMW Junior, gdzie pięciokrotnie stawał na podium. Z dorobkiem 137 punktów uplasował się na szóstej pozycji w klasyfikacji generalnej. W późniejszych latach startował także w Formule BMW ADAC oraz w Formule 3 Euro Series.
W Formule 3 Euro Series wystartował w 2003 roku z austriacką ekipą HBR Motorsport. Jednak w żadnym z ośmiu wyścigów, w których wystartował, nie zdołał zdobyć punktów.

## Statystyki
| Sezon | Seria                 | Zespół               | Wyścigi | Zwycięstwa | PP | NO | Podium | Punkty | Pozycja |
| ----- | --------------------- | -------------------- | ------- | ---------- | -- | -- | ------ | ------ | ------- |
| 2001  | Formuła BMW Junior    | ADAC e.V. Motorsport | 20      | 0          | 0  |    | 5      | 137    | 6       |
| 2002  | Formuła BMW ADAC      | Springbok Motorsport | 18      | 0          | 0  | 0  | 0      | 58     | 10      |
| 2003  | Formuła 3 Euro Series | HBR Motorsport       | 8       | 0          | 0  | 0  | 0      | 0      | 35      |